# Corgatha argentisparsa
Corgatha argentisparsa là một loài bướm đêm trong họ Erebidae.